# Manfred Winkelhock
Manfred Winkelhock (Waiblingen, Baden-Wurtemberg, Alemania, 6 de octubre de 1951-Bowmanville, Canadá, 12 de agosto de 1985) fue un piloto alemán de automovilismo. Participó en 56 Grandes Premios de Fórmula 1 entre 1980 y 1985 para las escuderías Arrows, ATS y RAM, consiguiendo un quinto puesto en el Gran Premio de Brasil de 1982 con ATS.
Winkelhock también disputó el Deutsche Rennsport Meisterschaft. Resultó tercero en 1977 y 1979 y décimo en 1978 con un BMW Serie 3 de la División II. En 1980 se incorporó a la División I para pilotar un Porsche 935, logrando dos victorias. En 1981 resultó tercero con seis victorias.
Por su parte, Winkelhock disputó las 24 Horas de Le Mans de 1979 y 1980 con un BMW M1, logrando el sexto puesto absoluto y el segundo en su clase en su debut. En 1982 corrió en la clase de prototipos Grupo C con un Ford C100 oficial, donde abandonó.
Winkelhock se incorporó al equipo Kremer para pilotar un Porsche 962 oficial en el Campeonato Mundial de Resistencia, con Marc Surer como compañero de asiento. El binomio logró la victoria en los 1000 km de Monza, y obtuvo el segundo puesto en los 1000 km de Mugello y el cuarto en los 1000 km de Silverstone. El piloto murió en competición durante la fecha de Mosport Park. 
En la vuelta 69 estrelló su automóvil en la curva 2 del circuito canadiense.
Su hijo Markus Winkelhock y su hermano Joachim Winkelhock también son pilotos de automovilismo.

## Resultados

### Fórmula 1
(Clave) (negrita indica pole position) (cursiva indica vuelta rápida)

| Año     | Escudería            | 1      | 2       | 3       | 4       | 5       | 6       | 7       | 8       | 9       | 10      | 11      | 12      | 13      | 14      | 15      | 16     | Pos. | Puntos |
| ------- | -------------------- | ------ | ------- | ------- | ------- | ------- | ------- | ------- | ------- | ------- | ------- | ------- | ------- | ------- | ------- | ------- | ------ | ---- | ------ |
| 1980    | Warsteiner Arrows    | ARG    | BRA     | RSA     | USW     | BEL     | MON     | FRA     | GBR     | GER     | AUT     | NED     | ITA DNQ | CAN     | USA     |         |        | NC   | 0      |
| 1982    | Team ATS             | RSA 10 | BRA 5   | USW Ret | SMR DSQ | BEL Ret | MON Ret | USE Ret | CAN DNQ | NED 12  | GBR DNQ | FRA 11  | GER Ret | AUT Ret | SUI Ret | ITA DNQ | LVG NC | 24.º | 2      |
| 1983    | Team ATS             | BRA 16 | USW Ret | FRA Ret | SMR 11  | MON Ret | BEL Ret | USE Ret | CAN 9   | GBR Ret | GER DNQ | AUT Ret | NED DSQ | ITA Ret | EUR 8   | RSA Ret |        | NC   | 0      |
| 1984    | Team ATS             | BRA EX | RSA Ret | BEL Ret | SMR Ret | FRA Ret | MON Ret | CAN 8   | USE Ret | USA 8   | GBR Ret | GER Ret | AUT DNS | NED Ret | ITA DNS | EUR     |        | NC   | 0      |
| 1984    | MRD International    |        |         |         |         |         |         |         |         |         |         |         |         |         |         |         | POR 10 | NC   | 0      |
| 1985    | Skoal Bandit F1 Team | BRA 13 | POR NC  | SMR Ret | MON DNQ | CAN Ret | USE Ret | FRA 12  | GBR Ret | GER Ret | AUT     | NED     | ITA     | BEL     | EUR     | RSA     | AUS    | NC   | 0      |
| Fuente: |                      |        |         |         |         |         |         |         |         |         |         |         |         |         |         |         |        |      |        |